# استن هانسون
استن هانسون (انگلیسی: Stan Hanson; ۲۷ دسامبر ۱۹۱۵ – ۱۹۸۷ (۷۱−۷۲ سال)) بازیکن فوتبال اهل بریتانیا بود.
از باشگاه‌هایی که در آن بازی کرده‌است می‌توان به باشگاه فوتبال بولتون واندررز و باشگاه فوتبال لیورپول اشاره کرد.